# Sumber Mulyo (Wampu)
Sumber Mulyo is een bestuurslaag in het regentschap Langkat van de provincie Noord-Sumatra, Indonesië. Sumber Mulyo telt 1629 inwoners (volkstelling 2010).